# Xã East Huntingdon, Quận Westmoreland, Pennsylvania
Xã East Huntingdon (tiếng Anh: East Huntingdon Township) là một xã thuộc quận Westmoreland, tiểu bang Pennsylvania, Hoa Kỳ. Năm 2010, dân số của xã này là 7.963 người.